# Scultura nella roccia

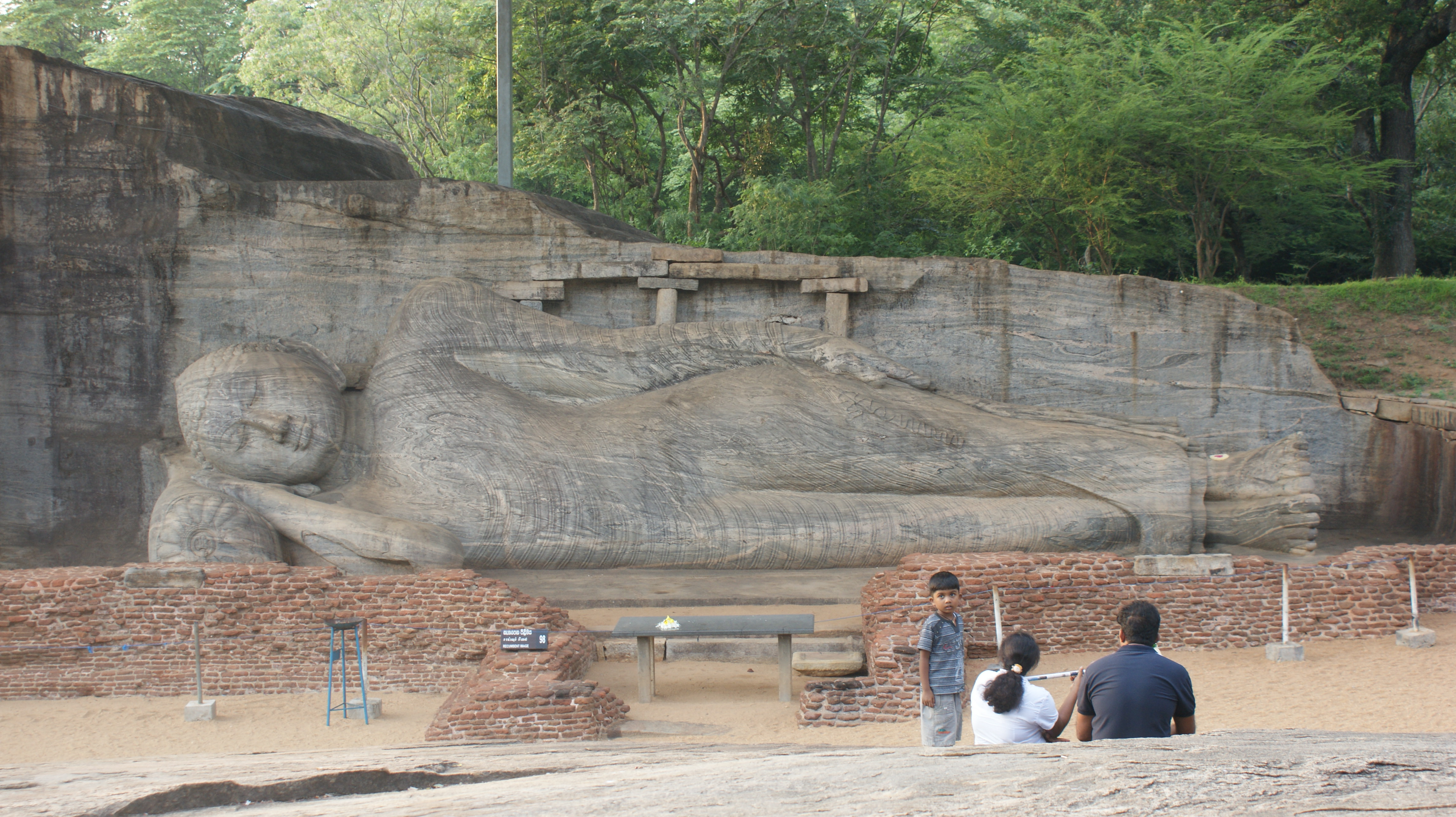
Buddha sdraiato a Gal Vihara (Sri Lanka). Si possono vedere i resti della casa che racchiudeva originariamente la statua.

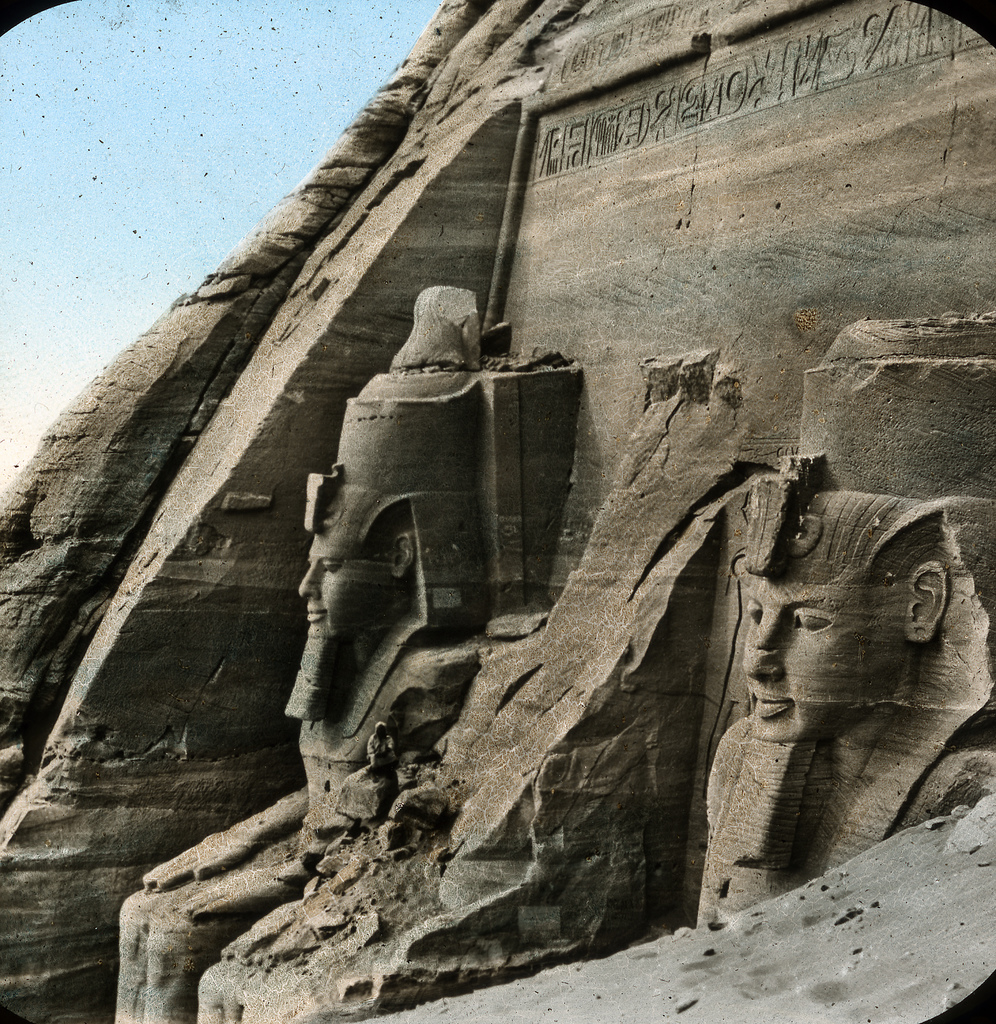
Due dei rilievi presso i templi di Abu Simbel, prima dello spostamento.

Una scultura nella roccia o scultura rupestre è una scultura a rilievo scolpita su una roccia solida o "viva" come una rupe, piuttosto che su un pezzo di pietra staccato. Tali sculture sono una categoria di arte rupestre, e si trovano a volte come parte di, o in congiunzione con, l'architettura rupestre. Tuttavia, esse tendono ad essere ignorate nella maggior parte degli studi sull'arte rupestre, che si concentrano sulle incisioni e sulle pitture dei popoli preistorici. Alcune di tali opere sfruttano i contorni naturali della roccia e li usano per definire un'immagine, ma non rappresentano sculture fatte dall'uomo. Le sculture nella roccia sono state realizzate in molte culture lungo tutta la storia umana, ed erano particolarmente importanti nell'arte del Vicino Oriente antico. Le sculture nella roccia sono generalmente abbastanza grandi, come è necessario al fine di avere un impatto all'aperto. La maggior parte delle sculture discusse in questa voce hanno figure che sono di grandezza superiore a quella naturale e, in molti casi, multipla di quella naturale.
Stilisticamente, esse si legano normalmente ad altri tipi di scultura della cultura e del periodo considerati, e tranne gli esempi ittiti e persiani sono discusse generalmente come parte di quel tema più ampio. Le sculture rupestri su superfici quasi verticali sono molto comuni, ma si trovano anche sculture su superfici essenzialmente orizzontali. Il termine esclude tipicamente le sculture a rilievo dentro le grotte, sia naturali che esse stesse scavate dall'uomo, che si trovano specialmente nell'architettura rupestre indiana. Sono inoltre solitamente escluse le formazioni di roccia naturale trasformate in statue o altre sculture a tutto tondo, particolarmente famose alla Grande Sfinge di Giza. È probabile che siano incluse le sculture su grandi massi lasciati nella collocazione naturale, come il rilievo ittita di İmamkullu, ma i massi più piccoli possono essere chiamati stele od ortostati scolpiti. Molte o la maggior parte delle sculture antiche in origine erano probabilmente dipinte su uno strato di gesso; in alcune rimangono tracce di questo.
Il primo requisito per una scultura nella roccia è una parete di pietra adatta; una rupe quasi verticale minimizza il lavoro necessario, altrimenti spesso si taglia una parete di roccia inclinata per ottenere un'area verticale da scolpire. La maggior parte del Vicino Oriente antico era ben provvisto di colline e montagne che offrivano molte pareti rupestri. Un'eccezione era la terra dei Sumeri, dove tutta la pietra doveva essere importata attraverso considerevoli distanze, ragione per la quale l'arte mesopotamica mostra la scultura nella roccia solo intorno ai bordi della regione. Gli Ittiti e gli antichi Persiani furono i più prolifici artefici di sculture rupestri nel Vicino Oriente.

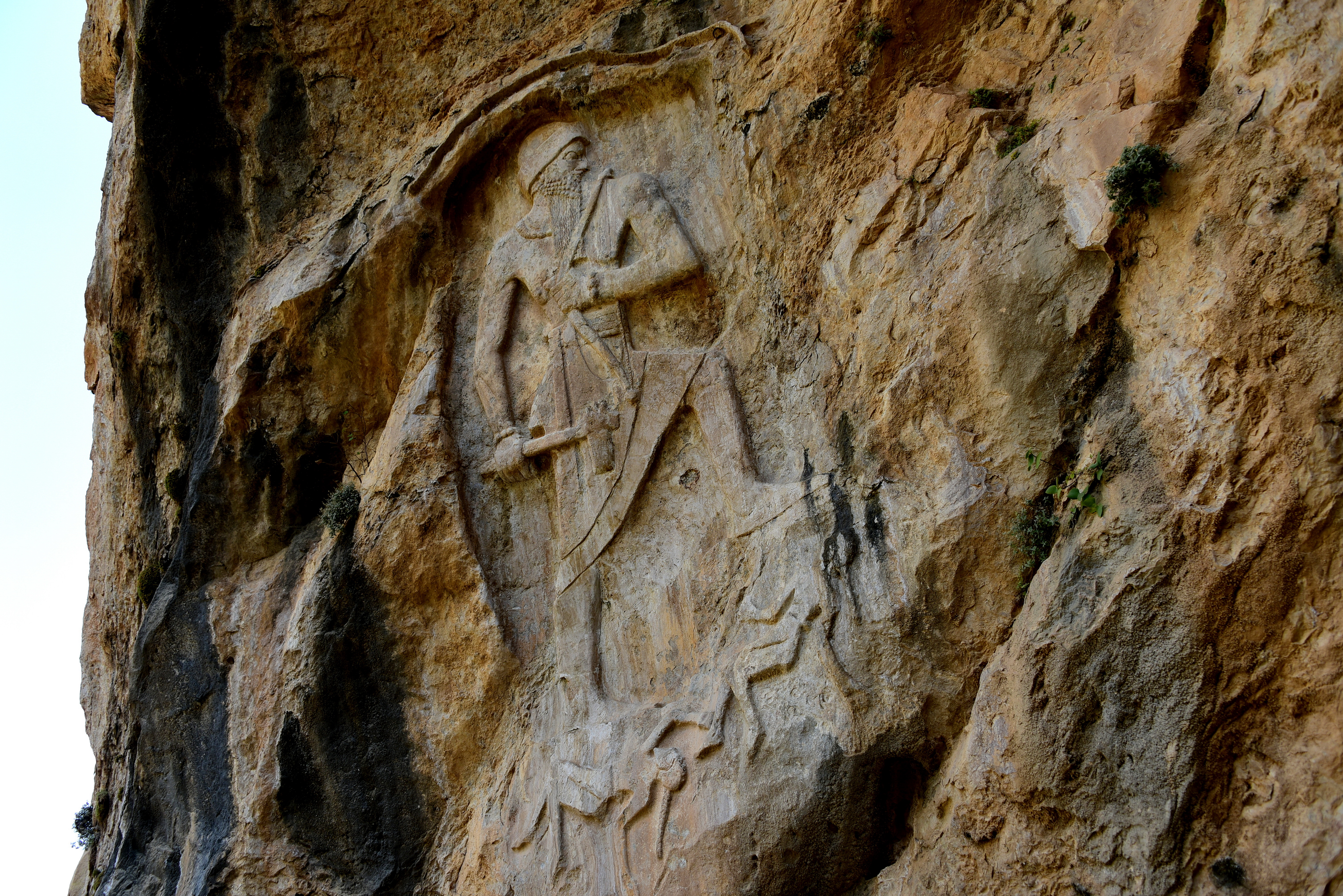
Scultura rupestre di Naram-Sin a Darband-i-Gawr, Monte Qaradagh, Sulaymaniyah (Iraq).

La forma è adottata da alcune culture e ignorate da altre. Nelle molte stele commemorative del Nahr el-Kalb, 12 chilometri a nord di Beirut, i successivi sovrani imperiali hanno scolpito memoriali e iscrizioni. I sovrani antico-egizi, neo-assiri e neo-babilonesi includono immagini a rilievo nei loro monumenti, mentre i sovrani romani e islamici no, né quelli più moderni (che erigono lastre di pietra scolpite altrove e adattate alla roccia).

## Egitto
Sebbene i petroglifi preistorici incisi siano comuni in Egitto, in generale la forma non è molto comune nell'antica arte egizia, ed è possibile solo in alcune parti del paese, generalmente quelle lontane dai principali centri della popolazione, come era Abu Simbel. Ci sono un gruppo di figure che circondano un'immagine di Mentuhotep II, che morì nel 2010 a.C. e fu il primo faraone del Medio Regno.
Prima che venissero tagliate e spostate, le figure colossali fuori dai templi di Abu Simbel erano sculture ad altissimo rilievo. Altre sculture fuori dai templi scavate nella roccia possono essere qualificate come sculture rupestri. Le sculture presso Nahr el-Kalb commemorano Ramsete II, e sono all'estremo margine del suo impero (in realtà al di là dell'area che sicuramente controllava) nel moderno Libano.

## Ittiti ed Assiri
Gli Ittiti furono importanti produttori di sculture nella roccia, che formano una parte relativamente grande dei pochi resti artistici che hanno lasciato. Il rilievo di un re a Karabel fu visto da Erodoto, che pensavamo erroneamente che raffigurasse il faraone egizio Sesostri I. Questo, come molti rilievi ittiti, è vicino a una strada, ma in effetti è piuttosto difficile da vedere dalla strada. Ci sono più di una dozzina di siti, la maggior parte a oltre 1.000 metri di altezza, che dominano le pianure e si trovano tipicamente vicino all'acqua. Questi siti furono forse collocati con un occhio al rapporto degli Ittiti con il paesaggio piuttosto che come mera propaganda dei sovrani, segni del "controllo del paesaggio", o indicatori di confine, come si è spesso pensato. Le sculture sono spesso presso siti con un significato sacro sia prima che dopo il periodo ittita, e apparentemente presso luoghi in cui il mondo divino era considerato a volte irrompere in quello umano.

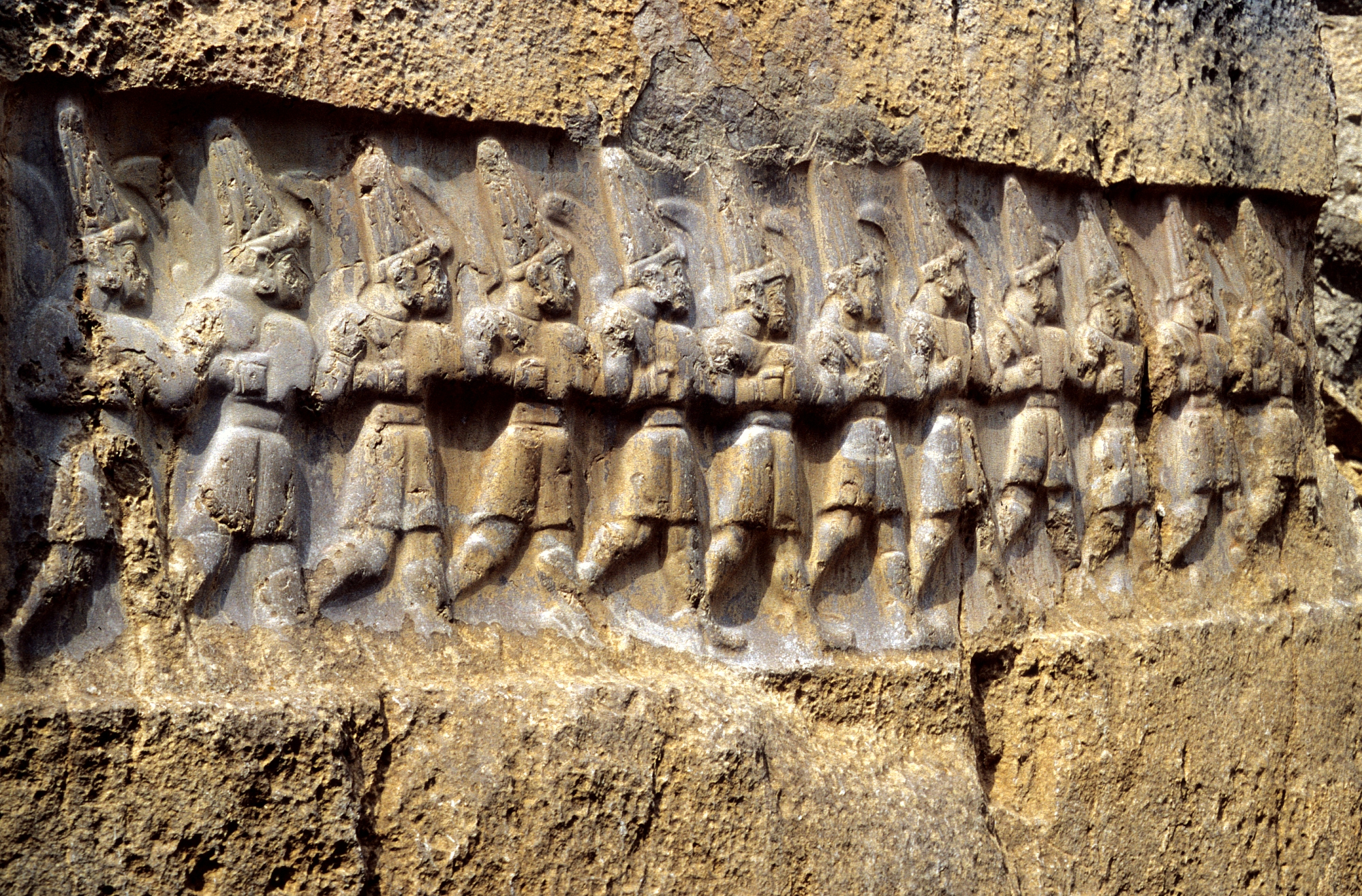
Divinità ittite presso Yazılıkaya.

A Yazılıkaya, appena fuori della capitale di Ḫattuša, una serie di sculture di dei ittiti in processione decorano "camere" all'aperto fatte aggiungendo barriere tra le formazioni naturali di roccia. Il sito era apparentemente un santuario, e probabilmente un sito di sepoltura, per la commemorazione degli antenati della dinastia governante. Era forse uno spazio privato per la dinastia e per un piccolo gruppo dell'élite, diversamente dalle sculture più pubbliche lungo la strada. La forma abituale di queste ultime mostra i maschi reali che portano armi, di solito impugnando una lancia, portando un arco sulle spalle, con una spada alla cintura. Hanno attributi associati con la divinità, e così sono mostrati come "dei-guerrieri".
Gli Assiri presero probabilmente la forma dagli Ittiti; i siti scelti per le loro 49 sculture registrate spesso hanno anche poco senso se l'intento era di "segnalare" alla popolazione generale, essendo alte e distanti, ma spesso vicino all'acqua. I Neo-Assiri registrarono in altri luoghi la realizzazione delle sculture rupestri, inclusi i rilievi in metallo sui Cancelli di Balawat che le mostrano mentre vengono fatte, e si è suggerito che il principale pubblico a cui intendevano rivolgersi fossero gli dei, dato che le sculture e le iscrizioni che spesso le accompagnano sono quasi una sorta di "rapporto sugli affari" presentato dal sovrano. Un sistema di canali costruito dal re neo-assiro Sennacherib (regno 704–681 a.C.) per fornire acqua a Ninive era segnato da numerosi rilievi che mostravano il re con gli dei. Altre sculture nella galleria del Tigri, una grotta nella Turchia moderna che si credeva fosse la sorgente del fiume Tigri, sono "quasi inaccessibili e invisibili per gli esseri umani". Costruita probabilmente dal figlio di Sennacherib Esarhaddon, Shikaft-e Gulgul è un tardo esempio nell'Iran moderno, apparentemente legato a una campagna militare.

## Persia

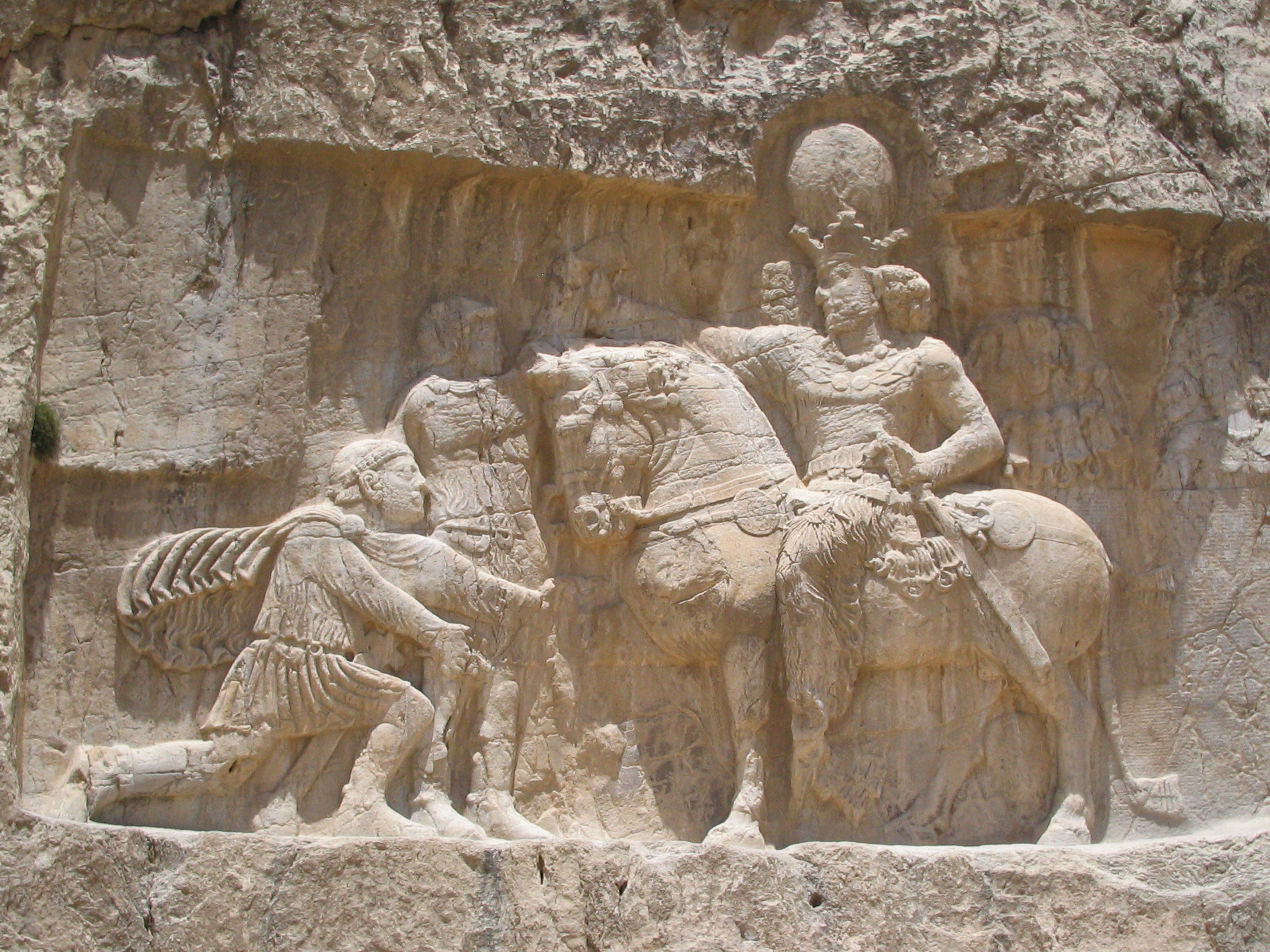
Il trionfo di Shapur I sull'imperatore romano Valeriano, e Filippo l'Arabo, Naqsh-e Rustam.

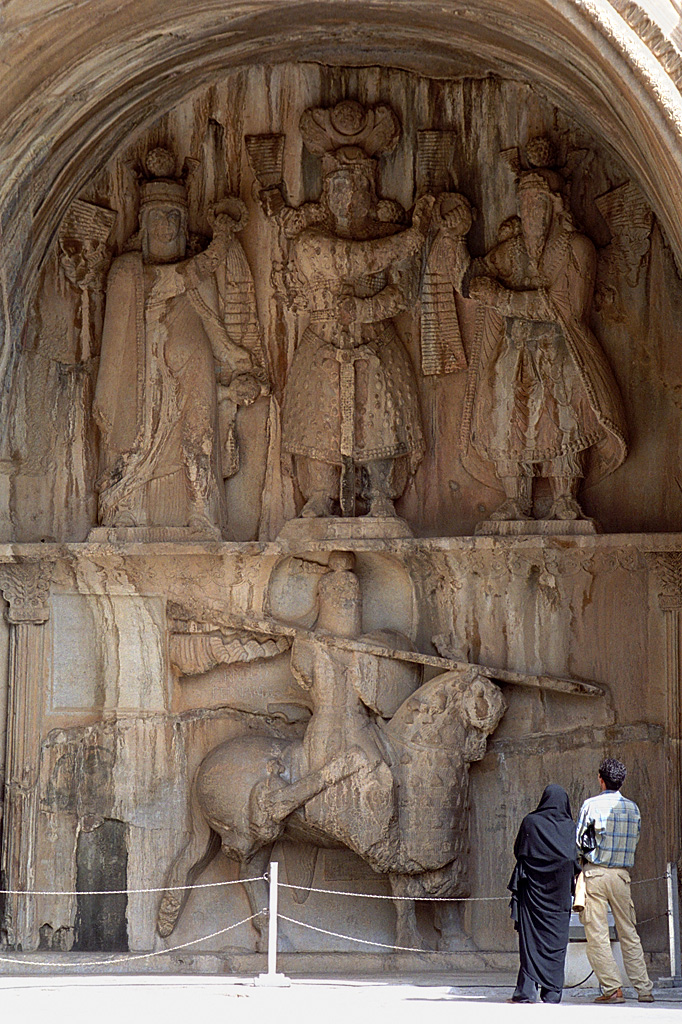
Taq-e Bostan; il "cavaliere" è probabilmente Cosroe II a cavallo di Shabdiz.

La grande scultura nella roccia intagliata, posta tipicamente in alto accanto a una strada e vicino a una sorgente d'acqua, è una forma comune nell'arte persiana, usata perlopiù per glorificare il re e proclamare il controllo persiano sul territorio. Comincia con le sculture nella roccia lullubi ed elamiche, come quelle a Kul-e Farah ed Eshkaft-e Salman nell'Iran sudoccidentale, e continua sotto gli Assiri. La scultura e le iscrizioni di Bisotun, fatte intorno al 500 a.C. per Dario il Grande, sono su una scala di gran lunga più grande, che riflette e proclama il potere dell'impero achemenide. I sovrani persiani si vantavano comunemente del loro potere e delle loro imprese, finché la conquista musulmana rimosse le immagini da tali monumenti; molto più tardi vi fu una piccola ripresa sotto la dinastia Qajar.
Bisotun è insolita per avere un'iscrizione grande e importante, che come la Stele di Rosetta egizia ripete il suo testo in tre lingue diverse, qui usando tutte la scrittura cuneiforme: l'antico persiano, l'elamita e il babilonese (una forma posteriore di accadico). Questo era importante nella comprensione moderna di queste lingue. Altre sculture persiane generalmente sono prive di iscrizioni, e i re coinvolti spesso possono essere identificati solo in modo incerto. Il problema è risolto nel caso dei Sasanidi dalla loro usanza di mostrare un diverso stile di corona per ciascun re, che può essere identificato dalle loro monete.
Naqsh-e Rustam è la necropoli della dinastia achemenide (500–330 a.C.), con quattro grandi tombe intagliate in alto nella parete della rupe. Queste hanno una decorazione principalmente architettonica, ma le facciate comprendono grandi pannelli sulle soglie, ciascuna di contenuto molto simile, con le figure del re che sono investite da un dio, sopra una zona con file di figure più piccole che portano un tributo, con soldati e ufficiali. Le tre classi di figure sono di dimensioni nettamente differenziate. L'entrata di ciascuna tomba è al centro di un incrocio, che si apre in una piccola camera, dove il re giace in un sarcofago. Si crede che la trave orizzontale di ciascuna delle facciate della tomba sia una replica dell'entrata del palazzo a Persepoli. 
Solo una tomba ha iscrizioni e l'abbinamento degli altri re alle tombe è alquanto ipotetico; le figure in rilievo non sono intese come ritratti individualizzati. La terza da sinistra, identificata da un'iscrizione, è la tomba di Dario I il Grande (c. 522–486 a.C.). Le altre tre si ritiene che siano rispettivamente quelle di Serse I (c. 486–465 a.C.), Artaserse I (c. 465–424 a.C.), e Dario II (c. 423–404 a.C.). Una quinta incompleta potrebbe essere quella di Artaserse III, che regnò al massimo due anni, ma è più probabile che sia quella di Dario III (c. 336–330 a.C.), ultimo dei dinasti achemenidi. Le tombe furono saccheggiate in seguito alla conquista dell'Impero achemenide da parte di Alessandro Magno.
Molto al di sotto delle tombe achemenidi, vicino al livello del terreno, vi sono sculture nella roccia con grandi figure di re sasanidi, alcuni mentre incontrano gli dei, altri in combattimento. La scultura più famosa mostra il re sasanide Shapur I a cavallo, con l'imperatore romano Valeriano che si inchina a lui in segno di sottomissione, accanto al più alto Filippo l'Arabo (un imperatore anteriore che aveva reso omaggio a Shapur) che tiene il cavallo di Shapur, mentre l'imperatore defunto Gordiano III, ucciso in battaglia, giace sotto di essa (sono state suggerite altre identificazioni). La raffigurazione commemora la battaglia di Edessa nel 260 d.C., quando Valeriano divenne il solo imperatore romano che fu catturato come prigioniero di guerra, un'umiliazione duratura per i Romani. La collocazione di queste sculture suggerisce chiaramente l'intenzione sasanide di legarsi alle glorie del precedente Impero achemenide. Vi sono tre ulteriori tombe reali achemenidi con sculture simili a Persepolis, una incompleta.
Le sette sculture sasanidi, le cui date approssimative vanno dal 225 al 310 d.C., mostrano soggetti che includono scene di investitura e battaglie. La scultura più antica presso il sito è elamica, all'incirca dal 1000 a.C. A circa un chilometro di distanza si trova Naqsh-e Rajab, con quattro ulteriori sculture sasanidi che celebrano tre re e un alto sacerdote. Un altro importante sito sasanide è Taq-e Bostan con parecchie sculture, che includono due investiture reali e una famosa figura di un catafratto o cavaliere pesante persiano, circa due volte la grandezza naturale, che rappresenta probabilmente il re Cosroe Parviz che monta il suo cavallo preferito Shabdiz; la coppia continuò ad essere celebrata nella lettera persiana posteriore. Firuzabad e Bishapur hanno gruppi di sculture sasanidi, la prima che comprende la più antica, una grande scena di battaglia, ora gravemente consumata. A Barm-e Delak un re offre un fiore alla sua regina.
Le sculture sasanidi sono concentrate nei primi 80 anni della dinastia, benché un'importante serie appartenga al VI secolo, e relativamente in pochi siti, in gran parte ubicati nel cuore della terra sasanide. Quelle più tarde, in particolare, suggeriscono che attingono a una tradizione ora perduta di sculture simili in stucco all'interno dei palazzi. Le sculture nella roccia erano probabilmente ricoperte di gesso e dipinte.
Le sculture nella roccia delle precedenti dinastie persiane dei Seleucidi e dei Parti sono generalmente più piccole e più grezze, e non tutte commissionate direttamente dai re come eramo chiaramente quelle sasanidi. Presso Bisotun una scultura anteriore che includeva un leine fu adattata in un Ercole sdraiato in stile pienamente ellenistico; si draia su una pelle di leone. Quest'opera fu scoperta solo relativamente recentemente sotto le macerie; un'iscrizione la data al 148 a.C. Altre sculture in Iran includono il re assiro in rilievo schiacciato a Shikaft-e Gulgul; non tutti i siti con sculture rupestri persiane sono nell'Iran moderno. I rilievi di Qajar includono un grande e vivace pannello che mostra scene di caccia nella riserva di caccia reale di Tangeh Savashi, e un pannello, con la sua colorazione ancora largamente intatta, a Taq Bostan chr mostra lo scià seduto con attendenti.
Il catalogo ordinario delle sculture nella roccia della Persia pre-islamica elenca gli esempi noti (al 1984) come segue: lullubi #1–4; elamiche #5–19; assire #20–21; achemenidi #22–30; tardo/post-achemenidi e seleucidi #31–35; partiche #36–49; sasanidi #50–84; altre #85–88.

## India

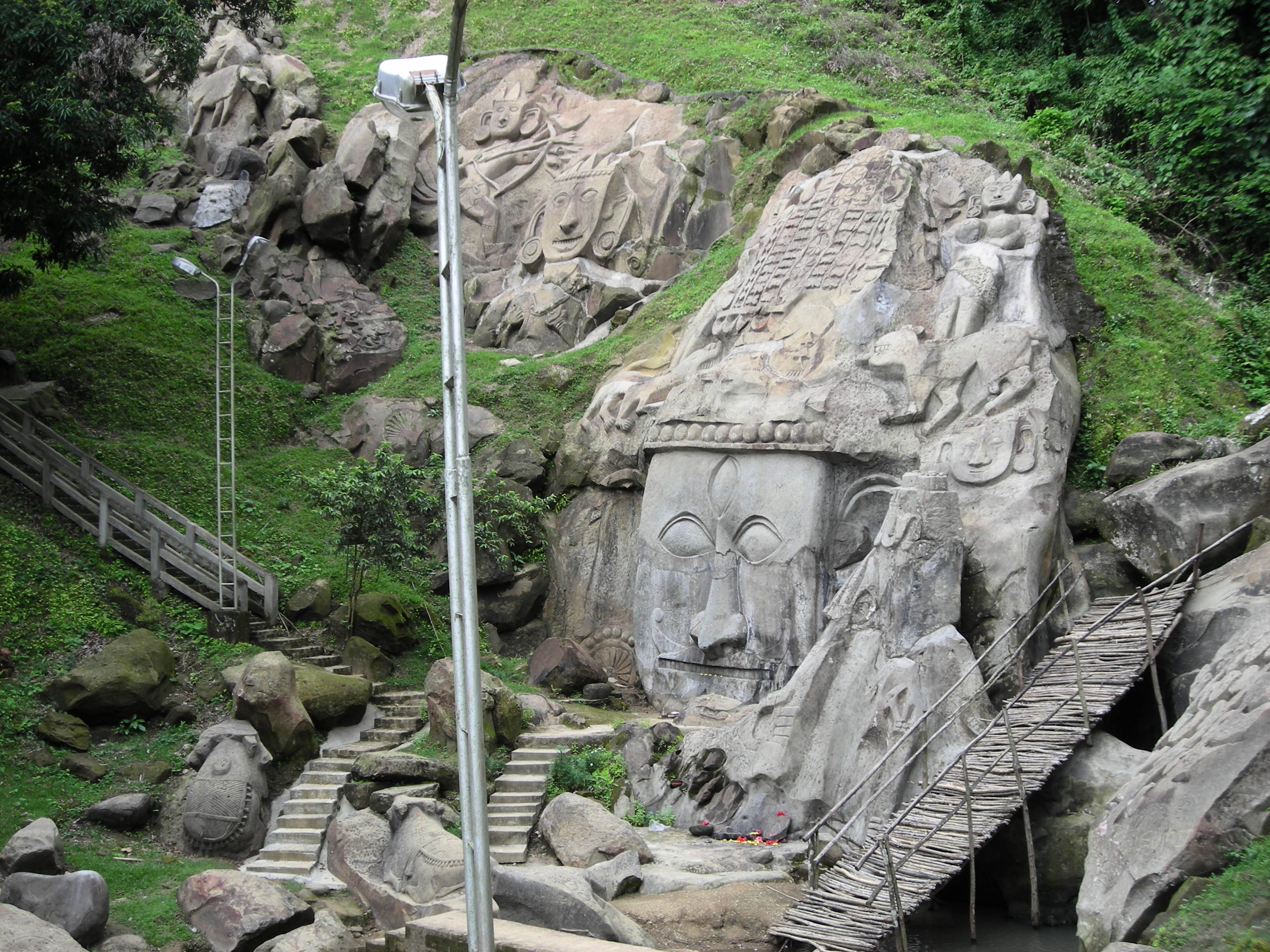
Gruppo di sculture rupestri di Shiva, sulla collina di Unakoti nello stato di Tripura (India).

Sebbene scolpire nella roccia solida sia una caratteristica della scultura indiana più di qualunque altra cultura, la maggior parte delle sculture indiane ricadono fuori dalla definizione stretta di sculture nella roccia perché o sono statue completamente staccate, o sono rilievi all'interno di grotte naturali o scavate nella roccia, o di templi scavati interamente nella roccia viva. Nel primo gruppo vi sono molte colossali figure giainiste di tirthankara, e nel secondo opere induiste e buddhiste nelle Grotte di Elephanta, nelle Grotte di Ajanta, a Ellora e nelle Grotte di Aurangabad. Specialmente ad Ajanta, ci sono molti rilievi all'aperto, intorno alle entrate delle grotte, o parte dei disegni originali o delle sculture votive aggiunti in seguito da singoli mecenati.
Tuttavia, ci sono numerose e significative sculture rupestri in India, la più nota e forse la più impressionante delle quali è la Discesa del Gange a Mahabalipuram. Si tratta di una grande scena induista del VII secolo con molte figure che usa la forma della roccia per plasmare l'immagine. L'Anantashayi Vishnu è una statua orizzontale degli inizi del IX secolo raffigurante il dio indù Visnù sdraiato, che si trova nell'Orissa; misura 15,4 m di lunghezza ed è scavata in un letto di roccia piatto. La più grande immagine in piedi è quella di Gomateshwara nell'India meridionale. A Unakoti, Tripura, c'è un gruppo di statue dell'XI secolo legato a Shiva, e ad Hampi scene dal Rāmāyaṇa. Parecchi siti, come Kalugumalai e le Colline di Samanar nel Tamil Nadu, hanno statue gianiste, per la maggior parte di tirthankara in meditazione.

## Buddhismo

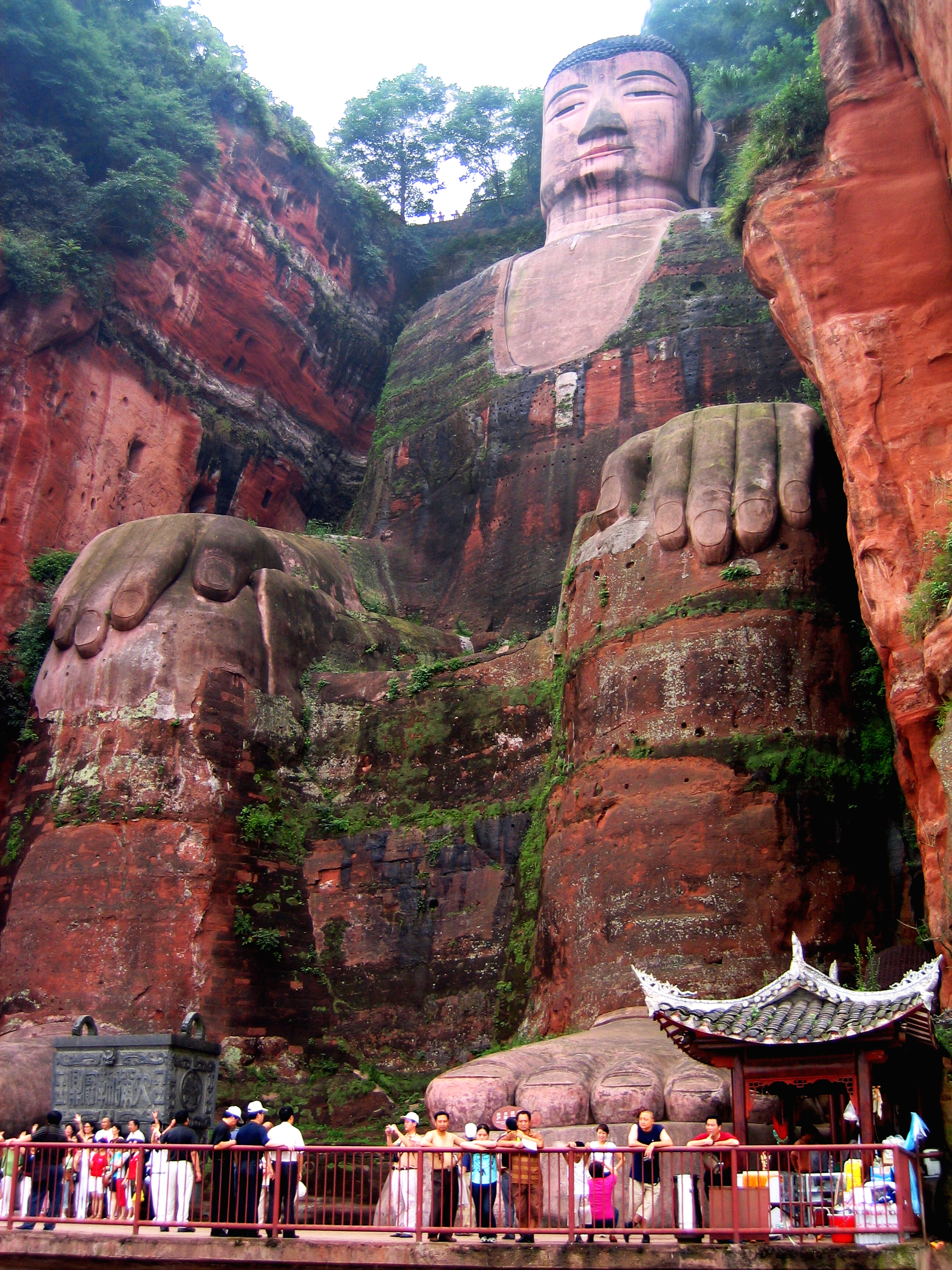
Il Buddha gigante di Leshan della dinastia Tang.

Il buddhismo, originatosi in India, portò le tradizioni dell'architettura rupestre e nelle grotte in altre parti dell'Asia, inclusa la creazione delle sculture nella roccia. In queste l'enfasi si spostò sui temi religiosi; nelle statue anteriori le divinità apparivano normalmente solo per mostrare la loro approvazione al sovrano. Le figure colossali di Buddha sono quasi tutte in altissimo rilievo, solo ancora attaccate sul retro alla parete di roccia. Parecchie hanno o avevano "case delle immagini", ovvero edifici che le racchiudevano, il che significava che normalmemte potevamo essere viste solo molto da vicino, e l'impressionante veduta da una posizione più arretrata era persa per i pellegrini.
Nello Sri Lanka le figure colossali di Buddha includono la statua del Buddha di Avukana, del V secolo e quasi a sé stante, con solo una sottile striscia sul retro che ancora la collega alla rupe, e le quattro figure di Buddha del XII secolo a Gal Vihara; qui si possono vedere le fondamenta di mattoni per le case delle immagini. Le sette figure del X secolo a Buduruvagala sono in rilievo molto più basso. Ci sono elefanti molto vivaci scolpiti intorno alla piscina di un tempio a Isurumuniya. Del colossale cancello con i leoni del palazzo sulla collina a Sigiriya, rimangono solo le zampe, essendo a un certo punto la testa caduta.
I tre famosi antichi siti scultorei buddhisti sono in Cina sono le Grotte di Mogao, le Grotte di Longmen (672–673 per il gruppo principale) e le Grotte di Yungang (460–535), che hanno tutte statue colossali di Buddha in altissimo rilievo, scavate dentro enormi nicchie nella rupe, benché la figura più grande di Mogao sia ancora racchiusa da una sovrastruttura di legno della casa delle immagini di fronte ad essa; si pensa anche che questo sia un ritratto dell'imperatrice regnante Wu Zetian. Una delle figure di Longmen è effettivamente in una grotta fatta dall'uomo, ma si può vedere da fuori attraverso una grande finestra aperta nella parete esterna (vedi galleria). Sculture più piccole scavate nella roccia e dipinti decorano i templi delle grotte in questi siti.
Il Buddha gigante di Leshan della dinastia Tang, il più grande di tutti, fu costruito con una sovrastruttura che lo copriva, che fu distrutta dai Mongoli. Tali grandi figure erano una novità nell'arte cinese, e adottavano convenzioni provenienti dalle terre più a ovest. Le incisioni rupestri di Dazu includono scene con numeri insolitamente grandi di figure, come in una famosa e grande scena del Giudizio delle anime buddiste. Queste scene sono incassate nella rupe e la protezione ha consentito loro di mantenere i loro colori vivaci. Altri siti di grotte buddhiste cinesi con statue rupestri esterne includono il Tempio di Lingyin con molti piccoli rilievi, e le Grotte di Maijishan con un gruppo colossale principale; insolitamente per figure di tali dimensioni, esse sono in bassorilievo. 
Le figure del Buddha di Bamiyan erano due figure di Buddha in piedi del VI secolo che furono distrutte dai Talebani nel 2001; esse furono probabilmente una delle influenze immediate sui siti cinesi più a est lungo la Via della seta. In Giappone il tempio di Nihon-ji comprende una colossale statua del Buddha seduto completata nel 1783, alta 31 metri. Le statue del "Grande Buddha" giapponese sono chiamate daibutsu, ma la maggior parte sono in bronzo.
Altri siti includono Kbal Spean vicino ad Angkor in Cambogia, che sia statue induiste che buddhiste. Queste sono poste nelle secche rocciose del fiume, con l'acqua che scorre su di esse. Grandi numeri di bassi linga e divinità sono destinati a purificate l'acqua che scorre su di essi in viaggio verso la città.

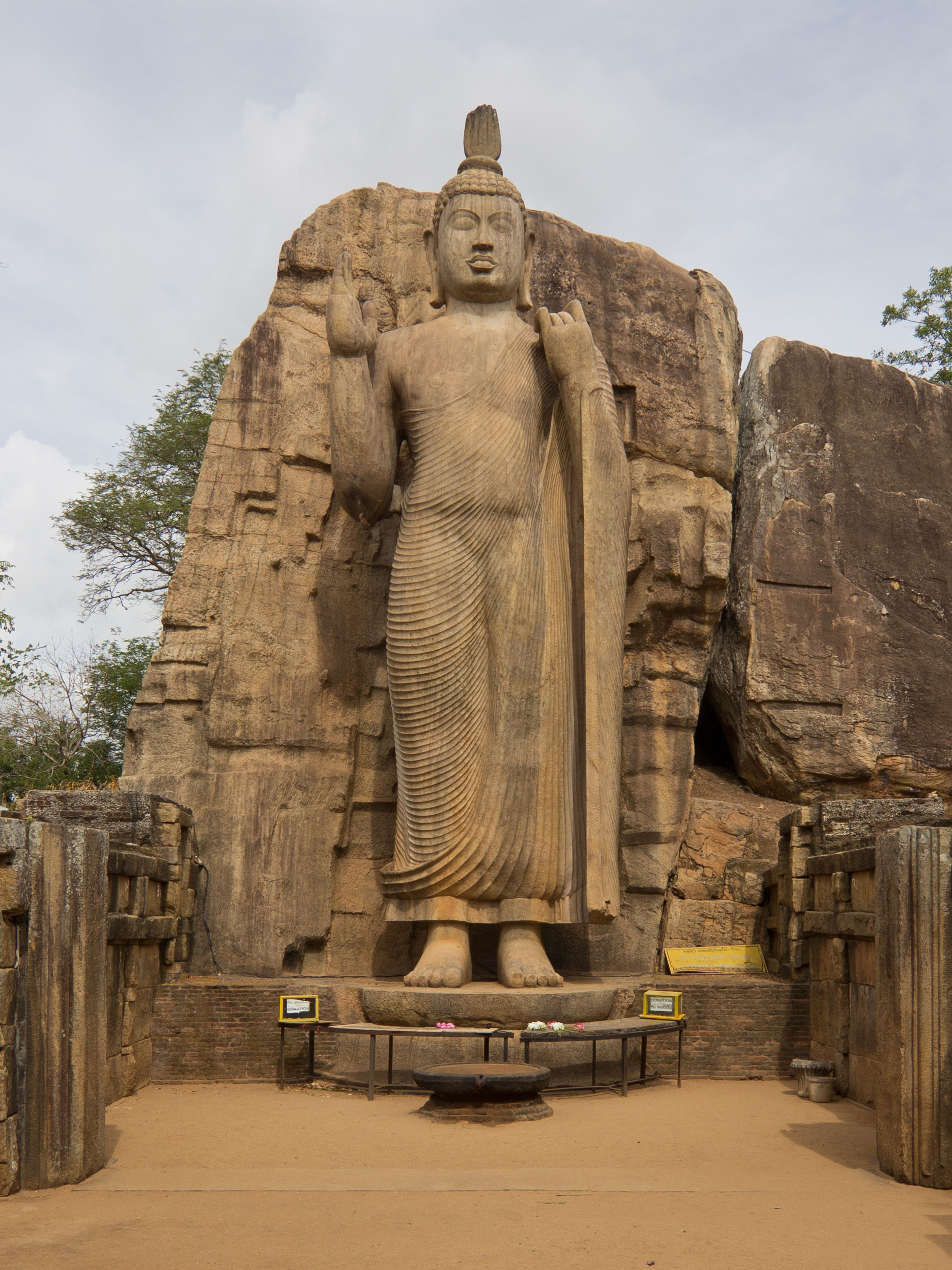
Statua del Buddha di Avukana, Sri Lanka, V secolo
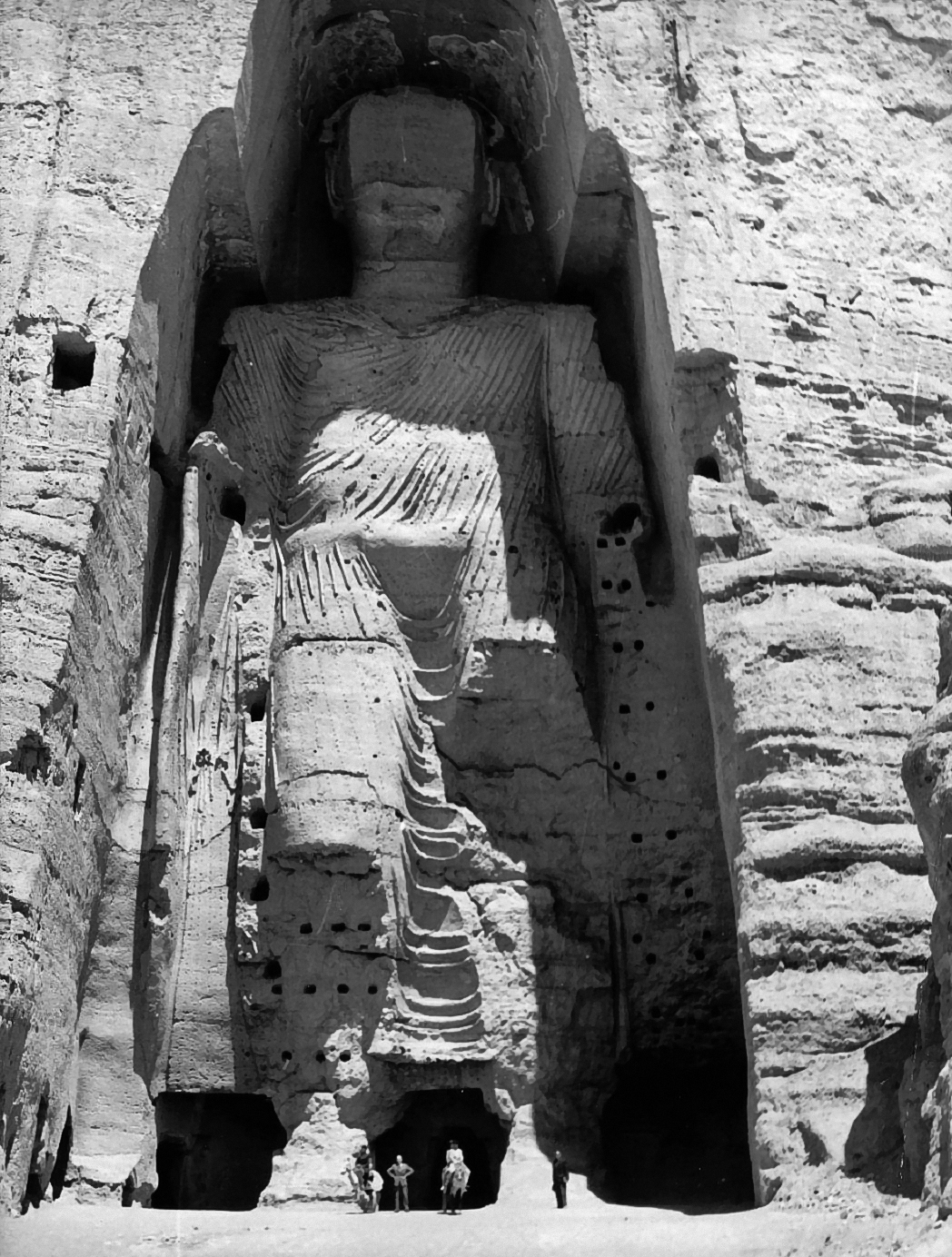
Il più grande dei Buddha di Bamiyan nel 1963, prima che fosse distrutto
Parte delle Grotte di Longmen
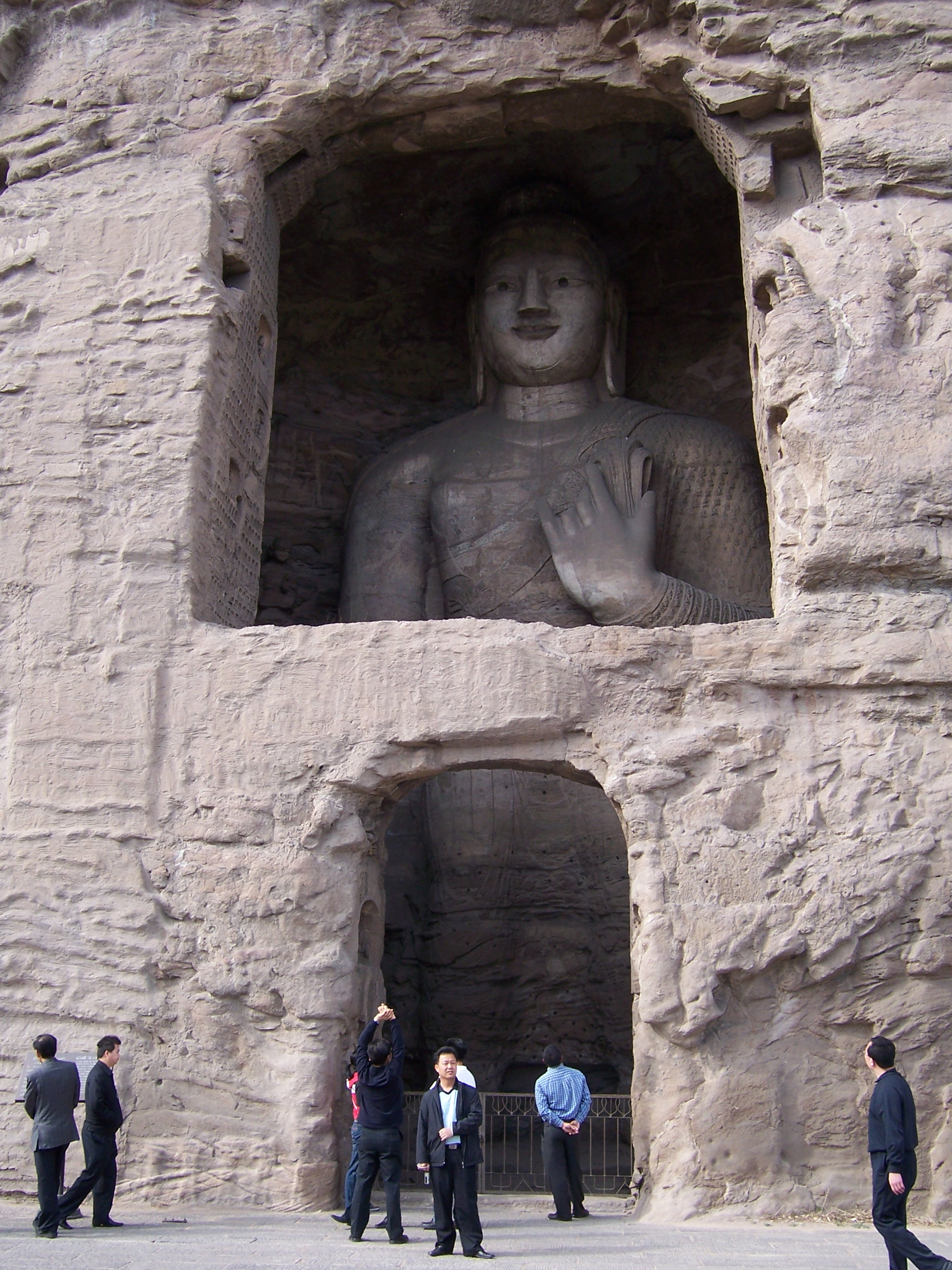
Il Buddha n. 5 nelle Grotte di Yungang
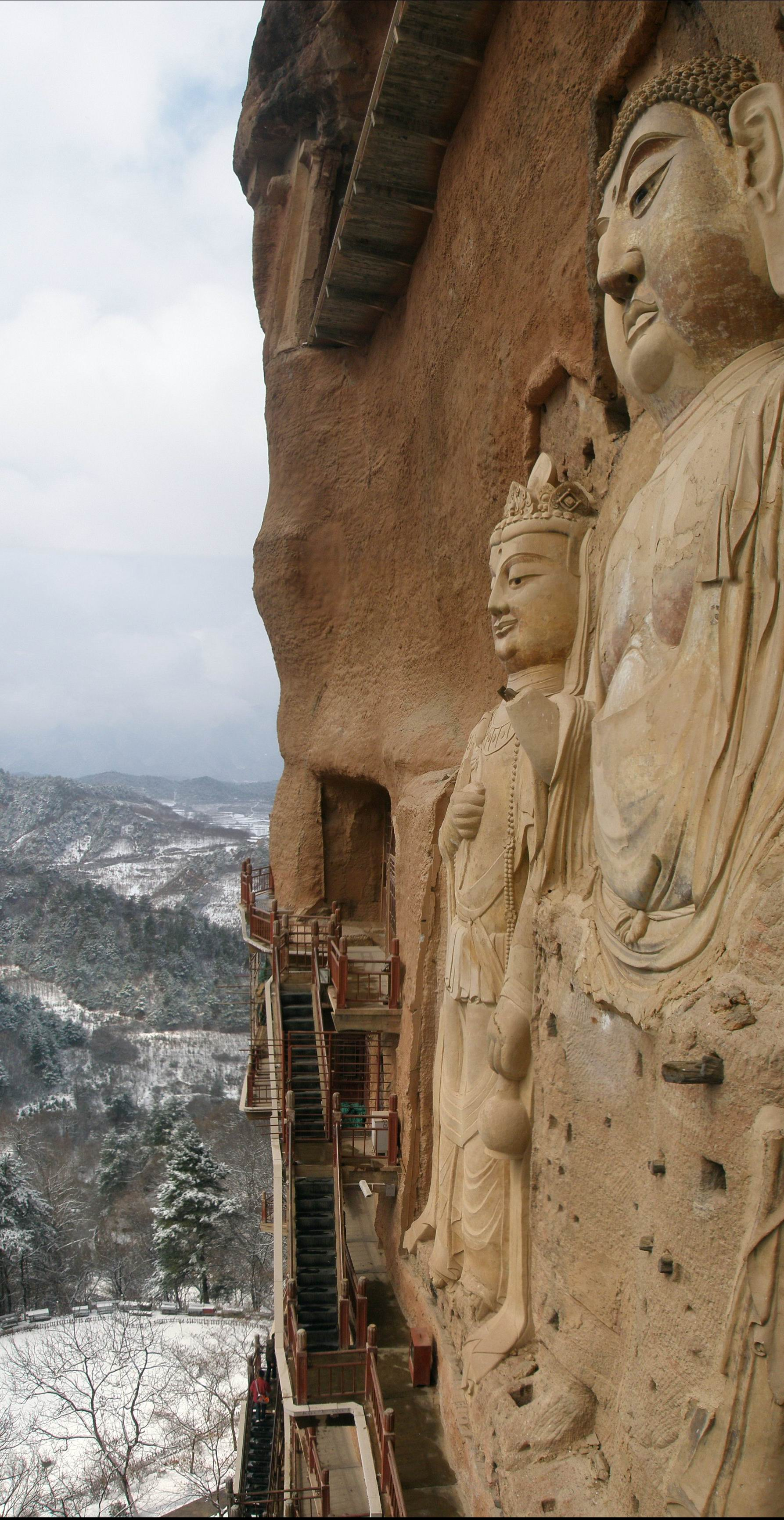
Dettaglio del gruppo colossale nelle Grotte di Maijishan
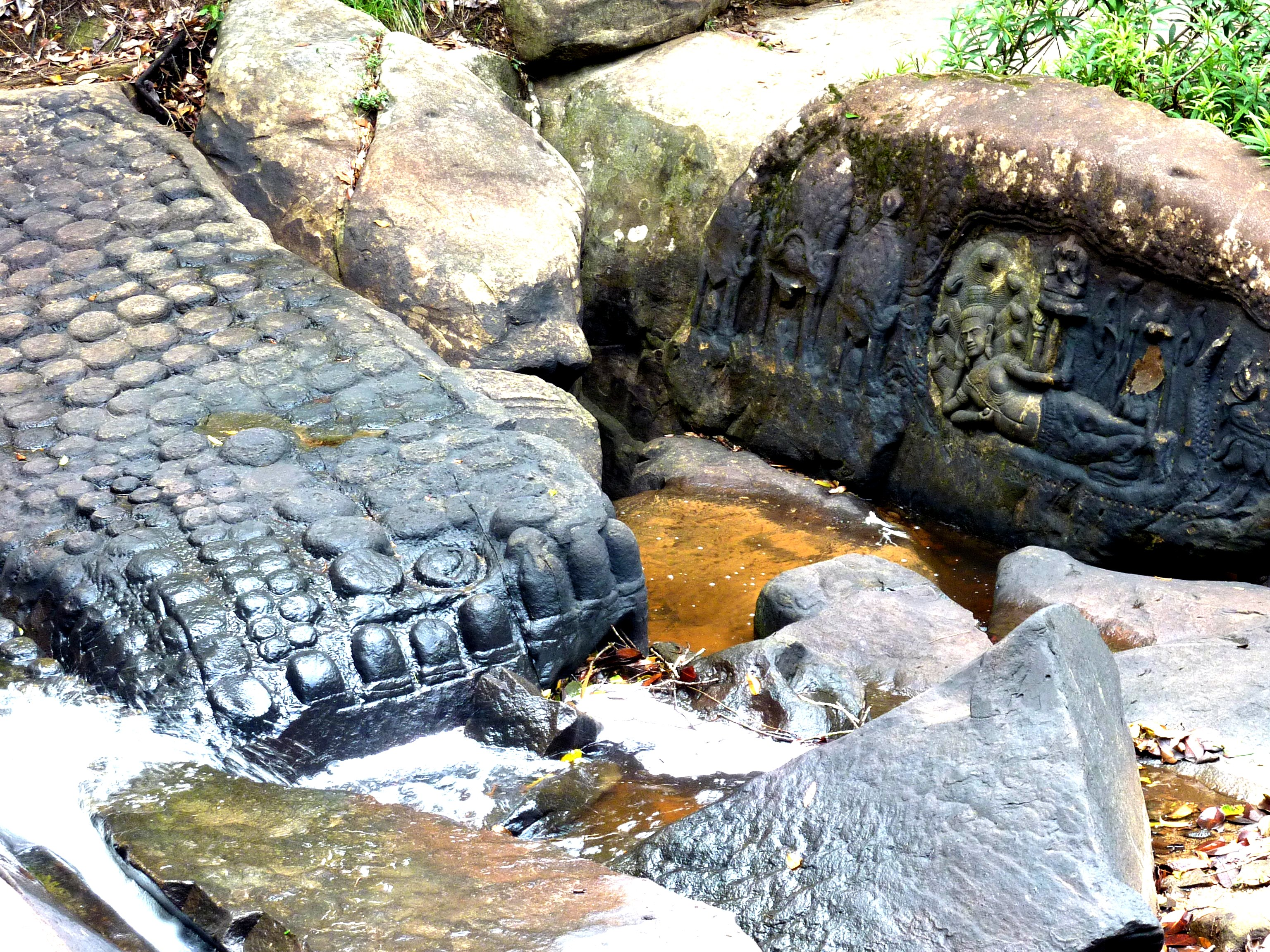
Visnù e i linga nel sito di Kbal Spean
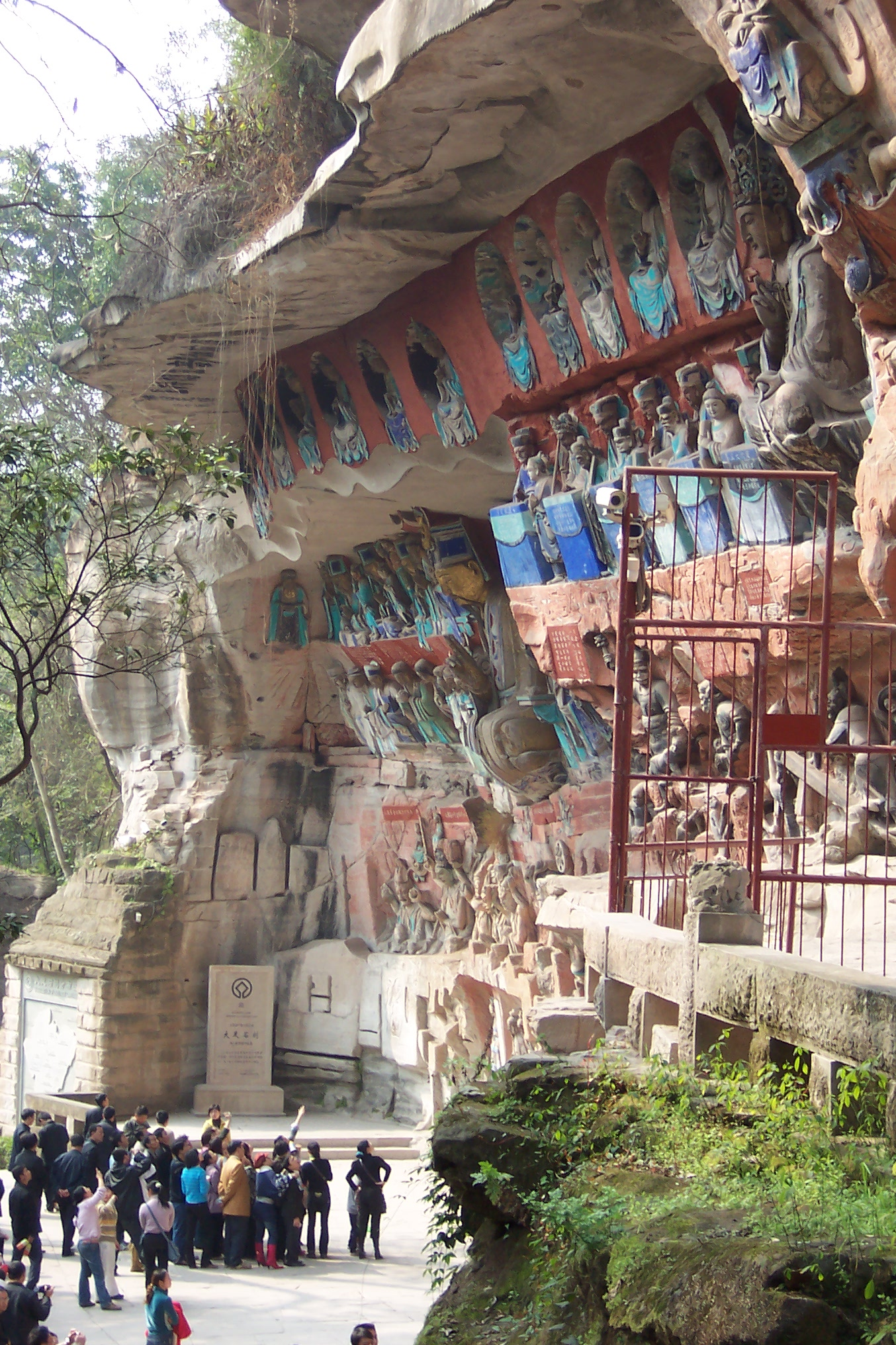
Dettagli di una parte delle incisioni rupestri di Dazu
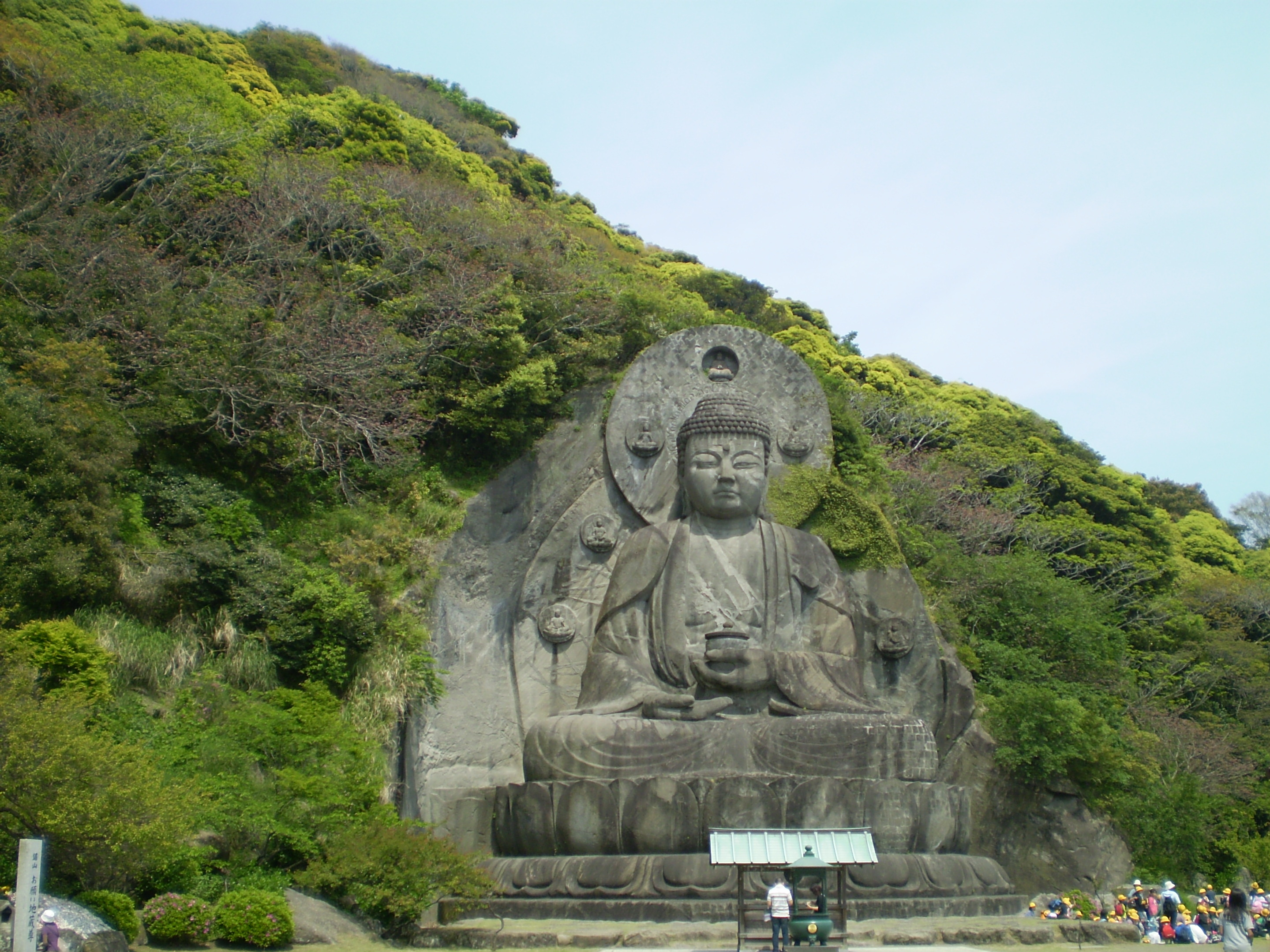
Il daibutsu di Nihon-ji, 1783

## Mondo greco e romano

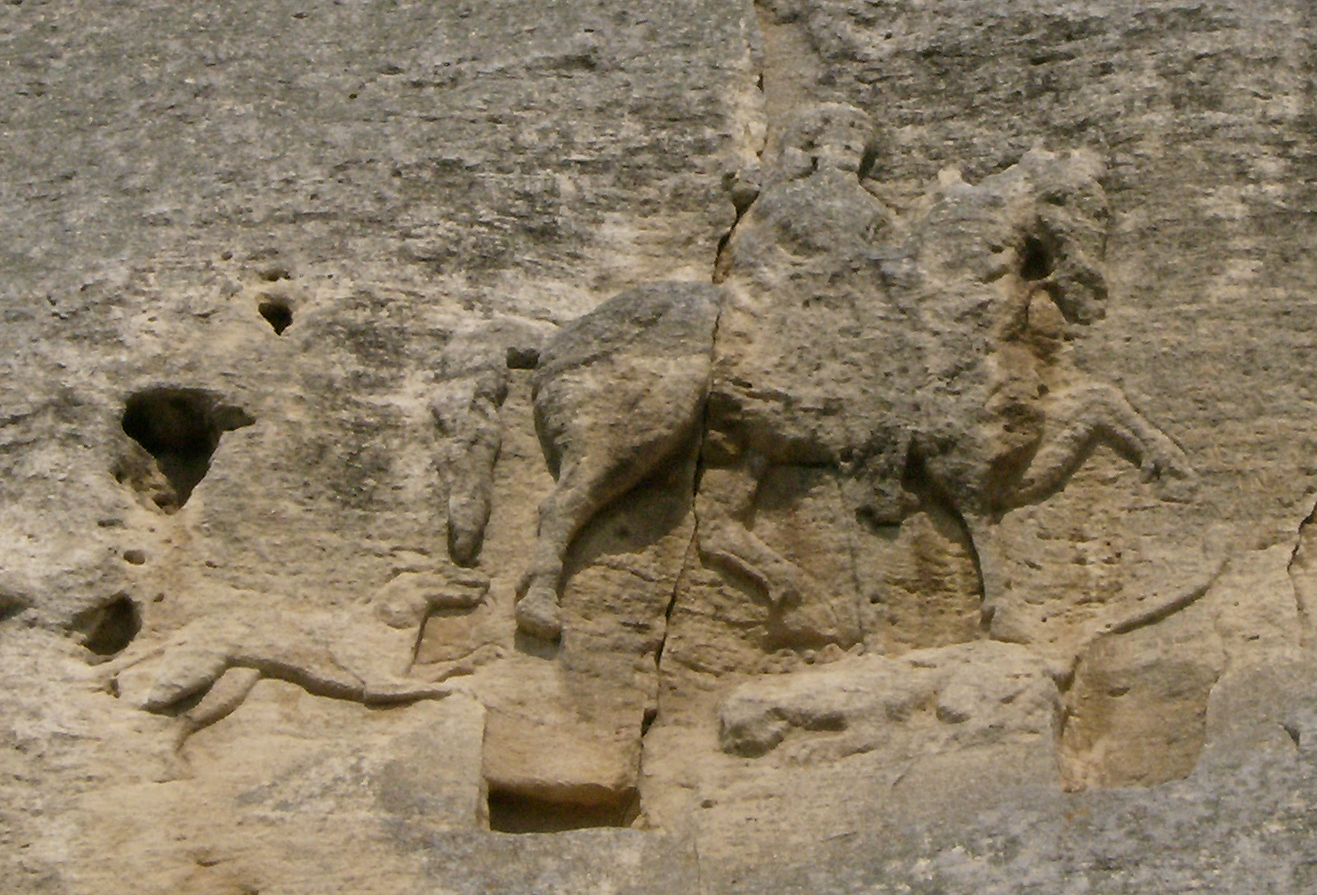
Il Cavaliere di Madara in Bulgaria, intagliato intorno al 700.

L'ellenistico rilievo di Atena di Sömek nella moderna Turchia, con un guerriero vicino, sono due dei relativamente pochi esempi dell'antico mondo greco e romano. Vicino ad Adamkayalar ci sono una serie di figure in piedi in nicchie classiche, probabilmente monumenti funerari del II secolo d.C.; figure simili si trovano a Kanlidivane. Tutti questi siti sono degli ex territori ittiti e neo-ittiti. La rupe a Bisotun, come pure il famoso rilievo di Dario, contiene anche un Ercole sdraiato seleucide del 148 a.C. con un'iscrizione greca. Anche ai margini del mondo romano, le famose tombe scavate nella roccia di Petra (Giordania) includono elementi figurativi, per la maggior parte ora fatti a pezzi a causa dell'iconoclastia, ad esempio la tomba più nota, conosciuta come Il Tesoro.

## Europa medievale
In Italia, nel comune di Borzonasca (GE), si trova il Volto megalitico di Borzone, di metri 4x7, che raffigura il volto di Cristo con caratteristiche sindoniche. Gli autori furono i monaci della vicina abazia.
A sé stante nell'Europa di inizio Medioevo è il Cavaliere di Madara in Bulgaria, intagliato intorno al 700 sopra il palazzo di un sovrano dei Bulgari. Mostra un cavaliere, all'incirca a grandezza doppia del naturale, che trafigge un leone con una lancia, con un cane che gli corre dietro. Benché la forma della scultura nella roccia non abbia paralleli in nessun luogo vicino, questo motivo, noto come il cavaliere tracio, era da tempo comune sulle stele della regione, e tali motivi appaiono nella metallurgia, come la brocca con un guerriero a cavallo e il suo prigioniero nell'enigmatico Tesoro di Nagyszentmiklós, e sono comuni nelle tazze d'argento sasanidi, che ben possono essere state commerciate fino ai Balcani.
Il Rilievo di Externsteine nella Germania meridionale, (probabilmente) del XII secolo, misura 4,8 m di altezza per 3,7 m di larghezza. Mostra la deposizione dalla Croce di Gesù, una scena canonica dell'arte cristiana, con un totale di dieci figure. Le circostanze della sua realizzazione rimangono poco chiare, e malgrado l'estesa tradizione di rilievi medievali sugli edifici, farli su formazioni di roccia naturale di grandi dimensioni era molto raro.

## Americhe

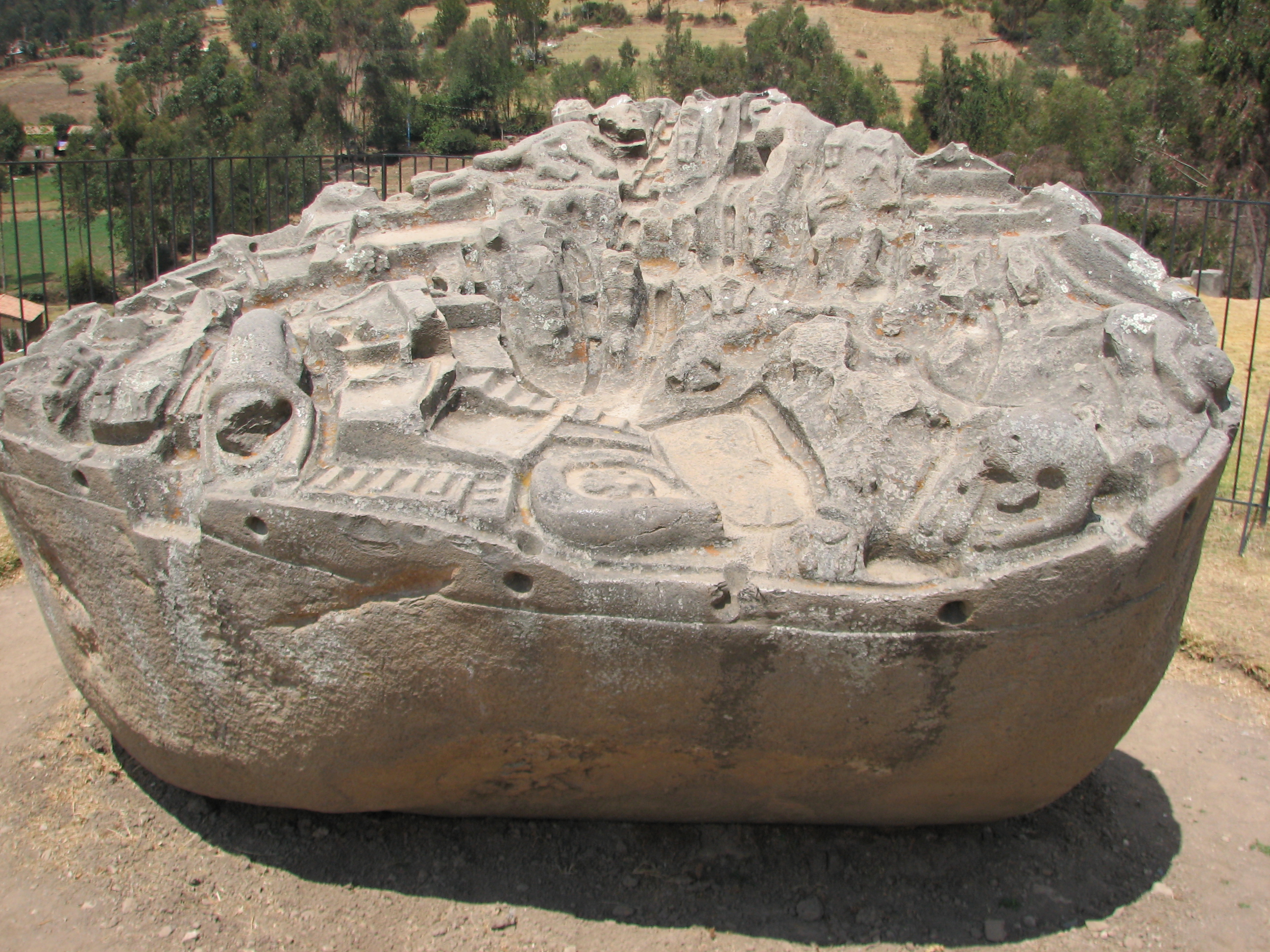
La pietra inca di Sayhuite.

Sculture nella roccia pre-colombiane, che usano per la maggior parte la tecnica del bassorilievo, includono quelle a Chalcatzingo in Messico, probabilmente del 900–700 a.C. circa. Esse riflettono lo stile olmeco, benché la città fosse controllata dai sovrani locali. Si trovano su pareti rupestri verticali, e sono paragonabili per stile e soggetto alle stele e ai rilievi architettonici della stessa tradizione.
La tradizione inca è molto distintiva; essi scolpivano la roccia con rappresentazioni principalmente orizzontali di paesaggi, come una forma di huaca (idoli o elementi sacri); i più famosi sono la Pietra di Sayhuite e la roccia di Quinku. Queste mostrano un paesaggio, ma anche molti animali; non è chiaro se i paesaggi rappresentino un luogo reale o se siano immaginari. Queste opere permanenti formavano parte di una più ampia tradizione inca di visualizzare e modellare paesaggi, spesso accompagnati da rituali.

## Moderne
Le sculture nella roccia moderne tendono ad essere colossali, parecchie volte la grandezza naturale, e sono di solito monumenti commemorativi di qualche tipo. Negli Stati Uniti d'America, il Monte Rushmore è per la maggior parte in altissimo rilievo così come il Crazy Horse Memorial, mentre la scultura della Stone Mountain che commemora tre generali confederati è in bassorilievo. La Statua di Decebalo in Romania è un'enorme faccia su un affioramento sopra il Danubio, cominciata nel 1994. Il Monumento del Leone o Leone di Lucerna, a Lucerna (Svizzera), è uno di quelli con maggiore successo artistico, progettato da Bertel Thorvaldsen e scolpito nel 1820–21 da Lukas Ahorn, come memoriale per le Guardie svizzere che furono massacrate nel 1792 durante la Rivoluzione francese.

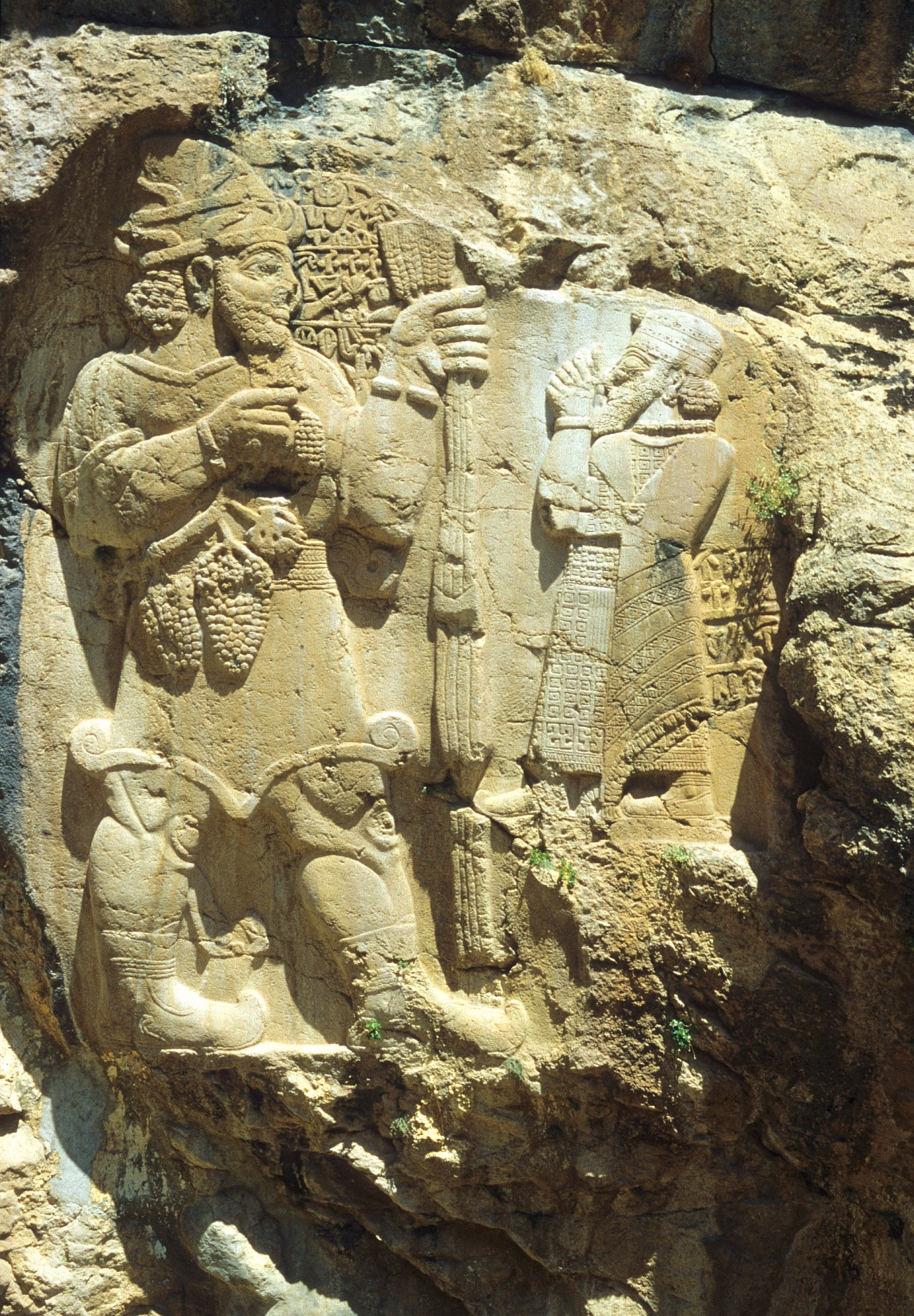
Il rilievo ittita di İvriz; re Warpalawas (destra) davanti al dio Tarḫunzs
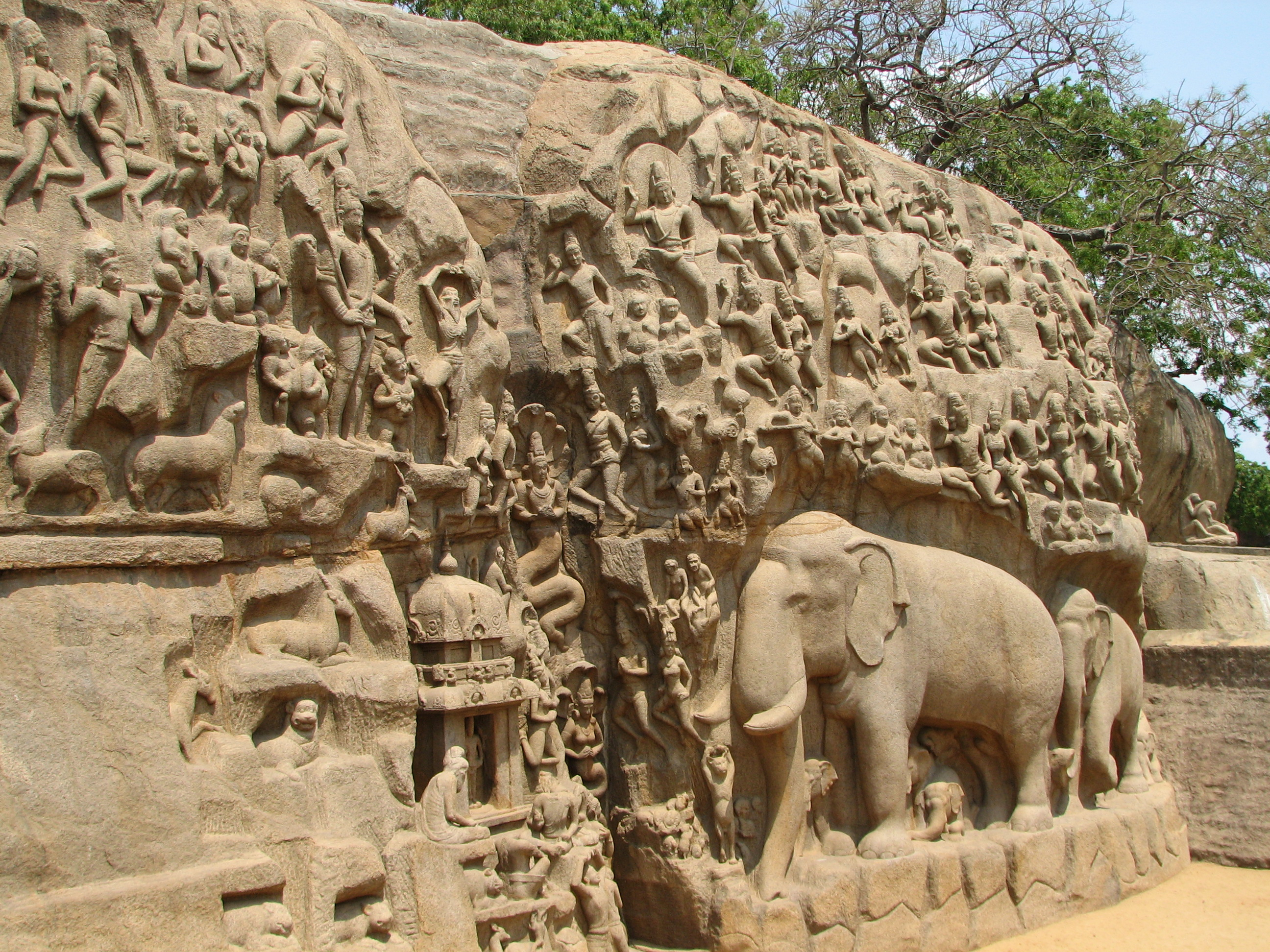
Discesa del Gange a Mahabalipuram, VII secolo
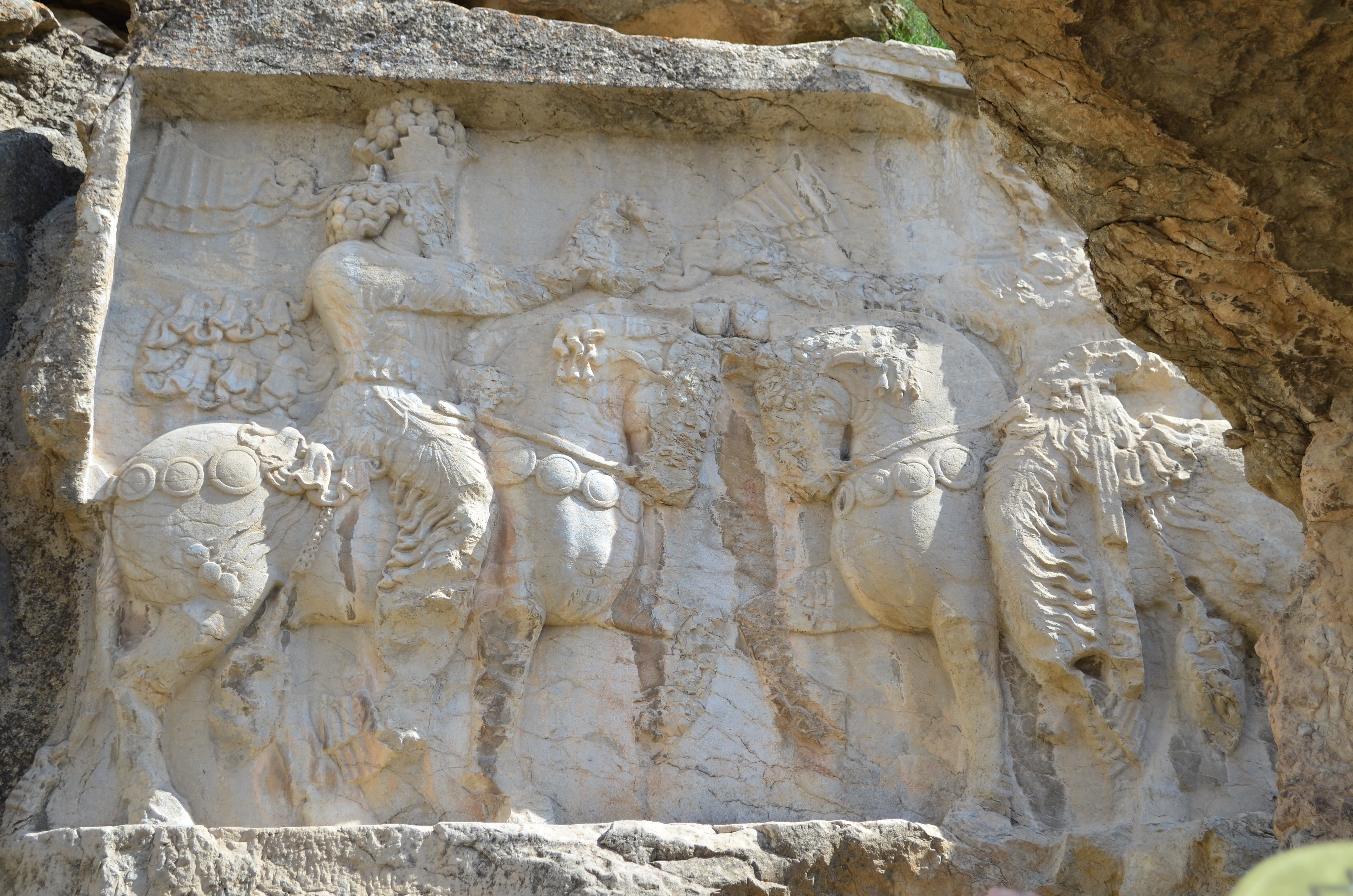
Scultura sasanide con l'investitura di Shapur I a Naqsh-e Rajabat
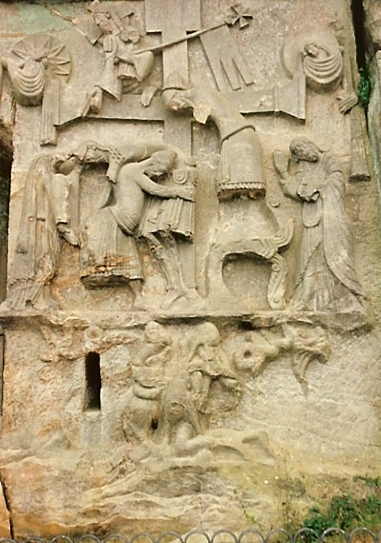
Rilievo di Externsteine, XII secolo, Germania, con la Deposizione dalla Croce di Gesù
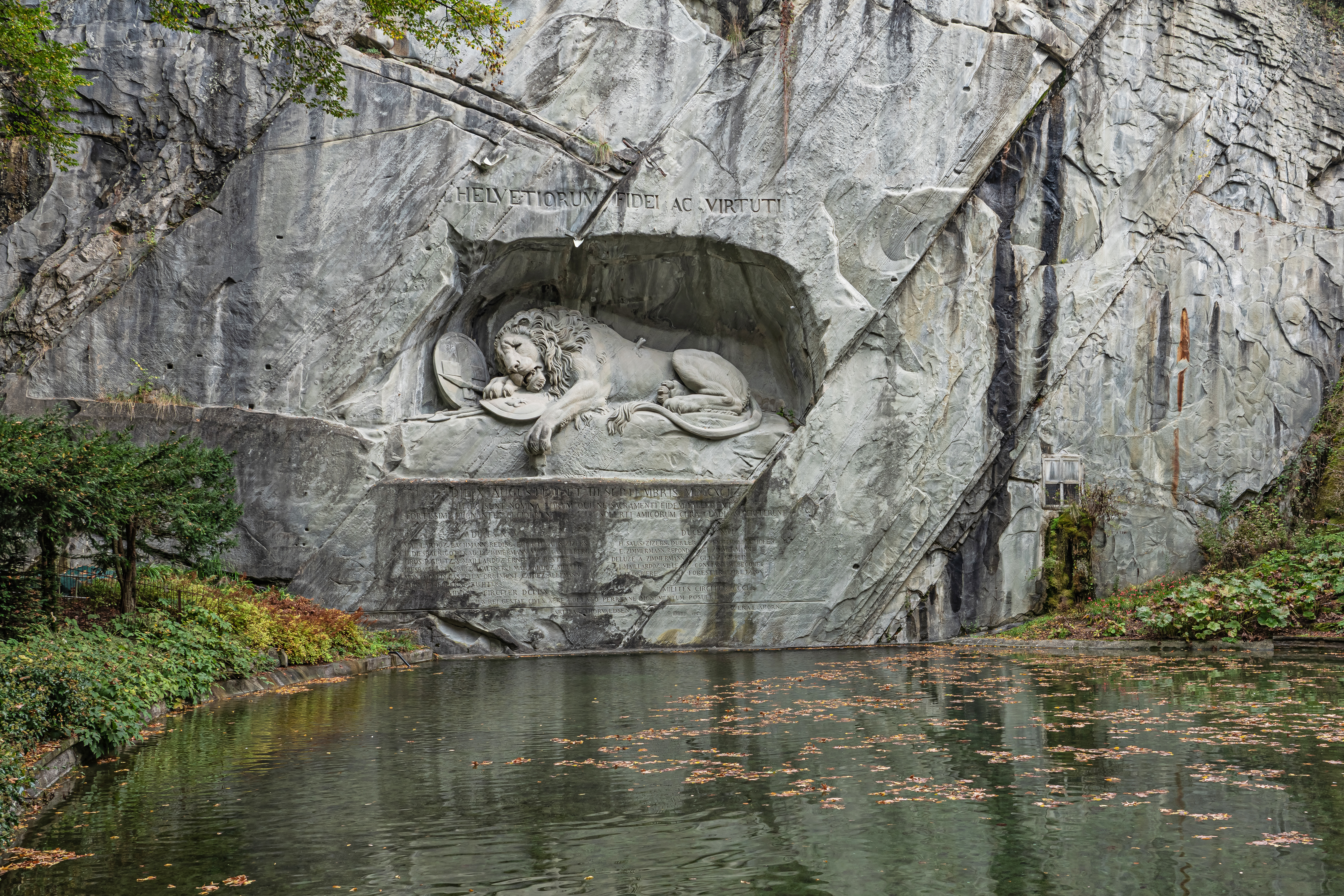
Il Monumento del Leone di Lucerna